# Doctor Caligari

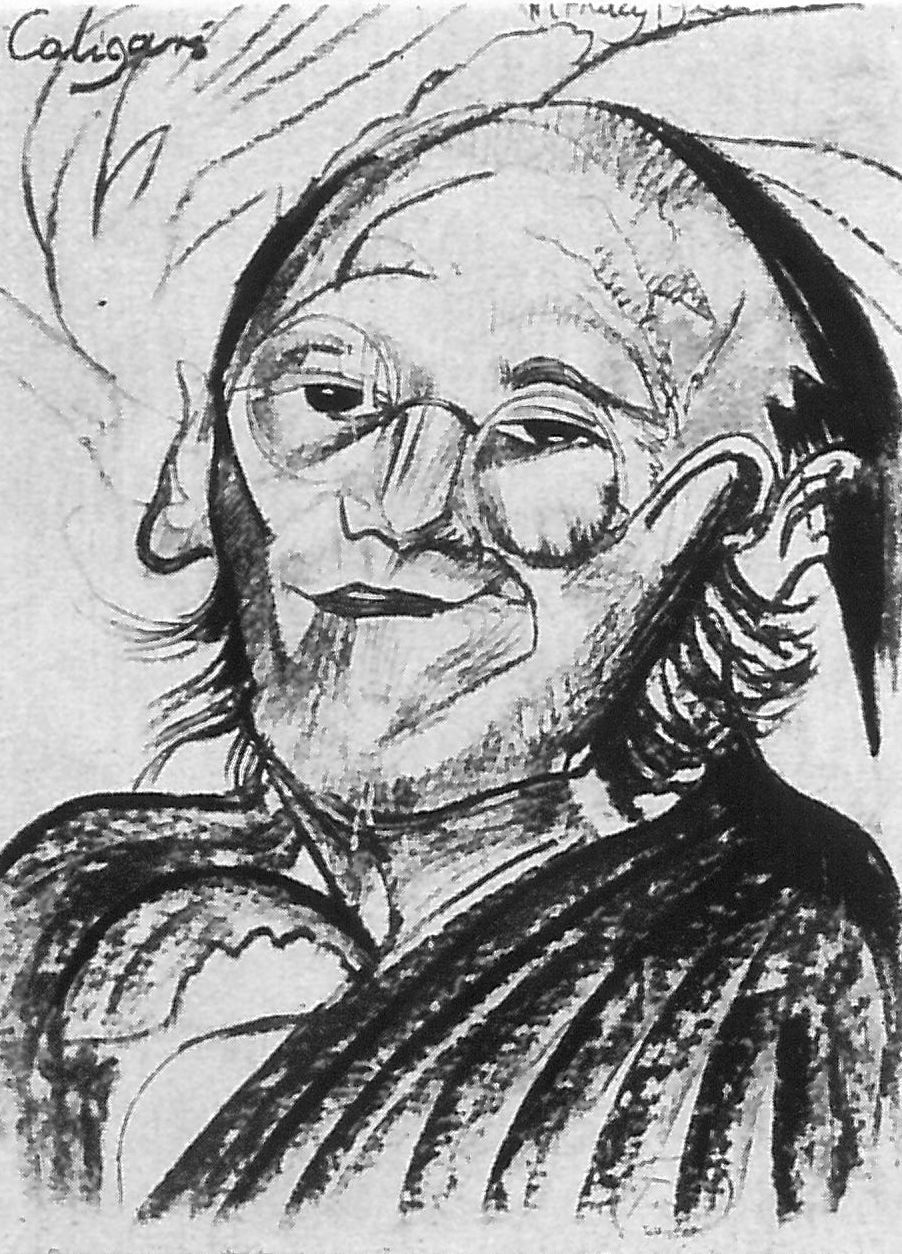
Retrato del personaje ficticio "Doctor Caligari" hecha por Stanisław Ignacy Witkiewicz en 1922

El Doctor Caligari es un personaje ficticio extraído de la película alemana de 1920 El gabinete del doctor Caligari e interpretado por Werner Krauß.
En un primer momento Caligari es un feriante que se dedica a ir de pueblo en pueblo con su espectáculo llamado "Gabinete del doctor Caligari", en el que muestra a Cesare, un sonámbulo que obedece sus órdenes y predice el futuro de los espectadores.
A medida que avanza la película, se descubre que Caligari es el director de un psiquiátrico. Su especialidad es el sonambulismo y a través de su sonámbulo Cesare comete toda clase de asesinatos. A su vez, este director del psiquiátrico se ha basado en un Caligari pasado que está dentro de un relato. Este relato se trata de la historia “El gabinete del Doctor Caligari”, que en el siglo XVIII cometió los mismos crímenes que él se dedica a cometer en la actualidad.
Al final de la historia se descubre que todo es fruto de la imaginación de Francis, un paciente del psiquiátrico y narrador de la película, que confunde al director del psiquiátrico con el Doctor Caligari. A los ojos de Francis, el personaje del Doctor Caligari manifiesta una dualidad, es un feriante y un doctor de psiquiátrico que actúa como réplica del verdadero Caligari del pasado.
El personaje y la película tuvieron una gran popularidad y produjo una gran influencia fuera del mundo 
cinematográfico. Dentro del cine hizo escuela desatando en los siguientes años una gran moda por el cine alemán.